# Tuczno
Tuczno (niem. Tütz) – miasto w północno-zachodniej Polsce, w województwie zachodniopomorskim, w powiecie wałeckim, siedziba gminy miejsko-wiejskiej Tuczno.
Według danych z 31 grudnia 2021 r. miasto miało 1824 mieszkańców. Natomiast według danych z 1 stycznia 2014 powierzchnia miasta wynosiła 9,21 km².

## Położenie
Tuczno znajduje się w południowo-wschodniej części woj. zachodniopomorskiego, we wschodniej części powiatu wałeckiego. Położone jest nad trzema jeziorami: Tuczno, Lubiatowo (są w granicach miasta) i Zamkowym.
Położone na ziemi wałeckiej Tuczno początkowo było grodem obronnym na obszarze Pomorza, zaś od czasu podboju przez Bolesława Krzywoustego należało do Wielkopolski. 
W latach 1946–50 miasto administracyjnie należało do woj. szczecińskiego, w latach 1950–75 do woj. koszalińskiego, a w latach 1975–1998 do woj. pilskiego.
Według regionalizacji fizycznogeograficznej Polski Tuczno jest położone na pograniczu dwóch mezoregionów: Równiny Drawskiej i częściowo Pojezierza Wałeckiego, stanowiących razem część makroregionu Pojezierza Południowopomorskiego.

## Historia

### Średniowiecze
Miejscowość pierwotnie związana była z Wielkopolską. Ma metrykę średniowieczną i istnieje co najmniej od początku XIV wieku. Po raz pierwszy wymieniana w łacińskim dokumencie z 1306 jako Tuctz (kopia z 1604), 1331 Tuetze, Thuetz, 1337 Tentzik terra, Tenczik terra, 1349 Tuczno, Tuch (kopia z XV wieku), 1364 in Thuczna, 1364 Thutz, 1368 Tutz, 1374 Tutze, 1378 Thuczensis, 1395 Tucz, 1415 Tucze, 1422 Tuczen, 1425 Tutcze, 1430 Tuczno, 1467 Thuzno, 1480 Thuczin, 1482 Thucz, 1499 Tutzk, 1502 Thuczno, 1552 Tuchno.
Miasto Tuczno lokowane zostało na obszarach niegdyś należących do Wielkopolski, które w końcu XIII wieku zajęte zostało przez Brandenburgię, której władcy utworzyli na anektowanych terenach tzw. Nową Marchię. Z poprzedniej zwierzchności pozostała przynależność do struktur polskiego kościoła katolickiego. W 1349 miejscowość leżała w parafii Tuczno w archidiakonacie zanoteckim, leżącym pomiędzy Notecią, a Drawą, podległym biskupstwu poznańskiemu. Tego roku panowie nowomarchijscy na zjeździe w Tucznie postanowili zapłacić biskupowi poznańskiemu, prawdopodobnie w ramach dziesięciny, 25 kóp groszy z dekanatu, a w następnym roku sumę tę powiększyć. Tereny nowomarchijskie zostały odzyskane przez Polskę w 1368. W 1448 Tuczno leżało w powiecie poznańskim, a w 1532 w powiecie wałeckim województwa poznańskiego Korony Królestwa Polskiego.
Miasto ma bogatą dokumentację historyczną. Odnotowały ją wielokrotnie dokumenty prawne i własnościowe, a także regesty podatkowe. Miejscowość była prywatną własnością rycerską, a potem szlacheckim miastem lokowanym w 1395. Pierwszym oficjalnym dokumentem, stwierdzającym, że Tuczno było już wówczas miasteczkiem, jest akt sprzedaży ziemi przez Wedllów. Transakcja została zawarta w 1306 r. Dokument stwierdza, że Wedell, dziedzic na Tucznie („Dominus haereditalis in Tuctz”), sprzedaje mieszczaninowi w Tucznie (urzędnikowi miasta Tuczna) Krzysztofowi Boltenowi („fa-moso viro Christophero Bolten famulo nostro civi in Tuetz”) majątek Strzelno o pow. 7 Hufen za cenę 60 Marek Finkelaugen (moneta pomorska).
Drugi z kolei dokument nosi datę 24 II 1331 r., mocą którego bracia Ludwik i Dambrecht Wedllowie nadają miastu prawo magdeburskie. Dokument ten jest sporządzony w języku niemieckim (Plattdeutsch). Dokumentem tym przyznają równocześnie miastu obszar 175 Hufen, względnie łanów na własność, przy czym podano nazwy jezior i strumieni, które weszły w obręb przyznanych obszarów oraz określono bliżej położenie lasu, przydzielone-go do tego miasta. Istniejącym czterem cechom przyznano prawo magdeburskie i tym cechom, które w przyszłości mogą powstać. Zatwierdzono prawo do polowania na przydzielonych obszarach, ustalono prawo wybierania własnego burmistrza i członków magistratu z tym, że wybory musiały być zatwierdzone przez zamek. Sekretarz magistratu otrzymał obowiązek nauczania dzieci w skromnej szkółce miejskiej. Dokument został podpisany przez wymienionych nadawców prawa oraz przez świadków: Henryka i Jana v. Wedell, sekretarza Mikołaja i wasalów Henryka Wolfsbeutla, Henryka i Reinekego Woltersdorpów oraz Abla Runge; a ze strony radnych podpisali: Piotr Woocke, Claus Dessen, Heine Marquart, Pribemow, Jan Schreder i Piotr Hagedom oraz kilku pomniejszych mieszczan.
W 1338 roku powstała najstarsza budowla, istniejąca po dziś dzień – Zamek Wedlów. Zaczątkiem dzisiejszego miasta była prawdopodobnie słowiańska osada. Tuczno w 1331 roku otrzymało prawa miejskie na prawie brandenburskim, do 1336 wybudowano umocnienia drewniano-ziemne. W 1364 Ludwik i Otto margrabiowie brandenburscy podzielili między siebie swe posiadłości; Otto otrzymał kraj leżący za Odrą, w tym m.in. Wałcz, Falkenburg, Tuczno oraz Osieczno. Tego samego roku zapisali oni Nową Marchię cesarzowi Karolowi IV i wymienili w jej granicach m.in. Czaplinek, Tuczno, Machliny, Osieczno, Człopę. 
W 1409 miasto oraz zamek tuczeński wymienił wójt Nowej Marchii w liście do wielkiego mistrza zakonu krzyżackiego opisując wyprawę wojenną na terytorium polskie gdzie znajdował się zamek z blankami, otoczony wodą oraz miasta Wałcz, Frydland i Tuczno, które ze swym panem Hassonem Wedlem poddały się. Miasto rok później wróciło do Korony Królestwa Polskiego. W 1431 wójt Nowej Marchii wymienił Tuczno wśród miast należących dawniej do Nowej Marchii, do których Polska rości sobie prawa. Krzyżacy ponownie zaatakowali Tuczno w 1458, ale wkrótce zostali wyparci z miasta. W 1411 posłowie krzyżaccy, wyznaczeni do rokowań z królem Polski Władysławem Jagiełłą, otrzymali wskazówki w sprawie odstąpienia Tuczna Królestwu Polskiemu. W 1412 Krzyżacy zwolnili Hassona von Wedel oraz jego towarzyszy z Tuczna od wszelkich zobowiązań względem Zakonu Krzyżackiego. W 1413 mieszkańcy Tuczna zadali szkody mieszkańcom miast Schivelbein Świdwin oraz Dramburg Drawsko Pomorskie. W 1414 wójt Nowej Marchii donosił wielkiemu mistrzowi o różnych starciach wzdłuż granicy z Polską w tym w okolicach Tuczna. W 1467 żołnierze najemni pod wodzą Schrancka von Nossing uczestniczący w wojnie trzynastoletniej pomiędzy zakonem krzyżackim, a Polską zbuntowali się z powodu nieotrzymania żołdu i na krótko zajęli Tuczno oraz Połczyn.

### Nowożytność
W XVI wieku miejscowość położona była w województwie poznańskim prowincji wielkopolskiej Korony Królestwa Polskiego w Rzeczypospolitej Obojga Narodów. 15 lipca 1559 król polski Zygmunt August ustanowił jarmark miejski w święto Rozesłania Apostołów oraz targi tygodniowe w soboty. W 1563 miasto płaciło 11 florenów szosu, a ponadto po 5 groszy od 86 kwart roli, od rzemieślników i kupców 5 florenów 10 groszy, a Żydzi płacili 3 floreny. W 1577 Tuczno płaciło 11 florenów szosu oraz po 5 groszy z 84 kwart roli, razem 14 florenów. W 1579 miasto było własnością Stanisława Tuczyńskiego starszego, który zapłacił podatki od 80 kwart roli, 11 florenów od domów, 39 florenów i 27 groszy od rzemieślników, a także 67 floreny i 15 groszy czopowego, 15 groszy od piły oraz 10 groszy od hodowli owiec.
W 1606 roku w Tucznie miało miejsce jedno z najsilniejszych odnotowanych trzęsień ziemi na terenie Polski.
Od wcześniejszych już lat, miasto było prywatną własnością rodziny Wedlów, której przedstawiciele byli ważnymi osobistościami w ówczesnej Wielkopolsce. Ich rządy trwały do połowy XVIII wieku, kiedy ród Wedlów-Tuczyńskich całkowicie wygasł. Wtedy Tuczno i okoliczne miejscowości przeszły pod władanie innych posiadaczy.

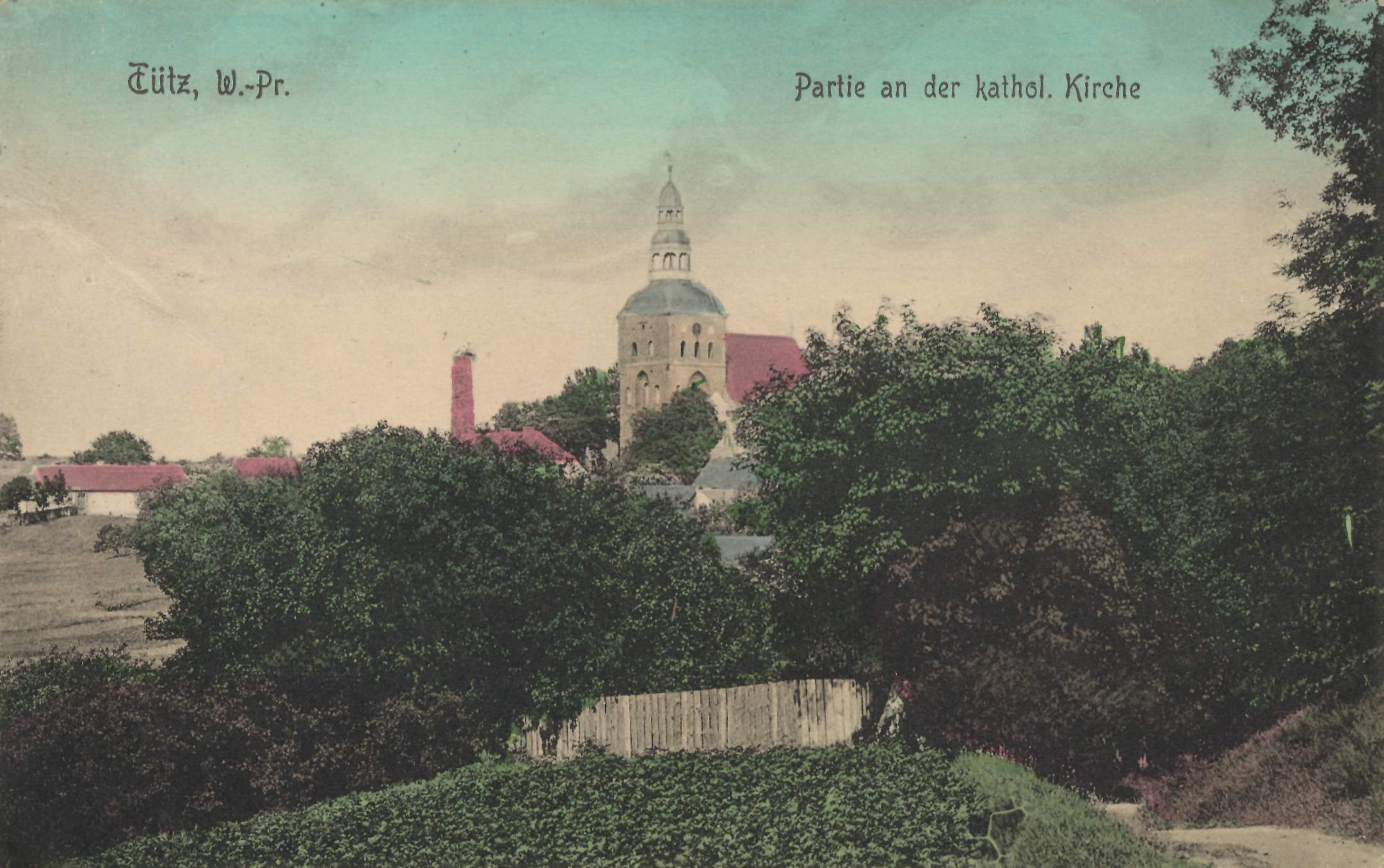
Tuczno w 1910 roku na widokówce z czasów zaborów

W 1772 roku w wyniku I rozbioru Polski miasto znalazło się w granicach Prus w ramach Wielkiego Księstwa Poznańskiego. W 1807 w czasie powstania wielkopolskiego chłopi pod dowództwem proboszcza księdza Riebschagiera przepędzili kosami Prusaków, a miasto zajął pułkownik Franciszek Garczyński. W okresie napoleońskim miasto znalazło się w granicach Księstwa Warszawskiego. Po jego likwidacji ponownie anektowane przez Prusy.

### XX wiek
Tuczno jako jedno z nielicznych miasteczek wielkopolskich nie powróciło do odrodzonej Polski po 1918, lecz dopiero w 1945 roku.
W latach 20. i 30. XX wieku władze niemieckie poleciły wybudować w mieście i okolicach olbrzymie umocnienia, które w czasie II wojny światowej weszły w skład Wału Pomorskiego. Bunkry te po wojnie zostały w większości wysadzone w powietrze przez żołnierzy 47 Armii Radzieckiej. Tuczno zostało zajęte przez żołnierzy radzieckich 11 lutego 1945 roku. Zabudowa miasteczka legła w gruzach, straty sięgnęły 80%.
Miasto zostało ponownie włączone do Polski, zaś jego ludność wysiedlono do Niemiec. Po wojnie nastąpiła odbudowa i rozbudowa miasta, jednak utraciło ono swój pierwotny charakter architektoniczny. Do 1999 roku Tuczno było najmniejszym miastem województwa pilskiego. Obecnie jest jednym z mniejszych miast województwa zachodniopomorskiego.

## Demografia
- Piramida wieku mieszkańców Tuczna w 2014 roku[12].

## Zabytki
Do zachowanych zabytków należą:
- Zamek Wedlów

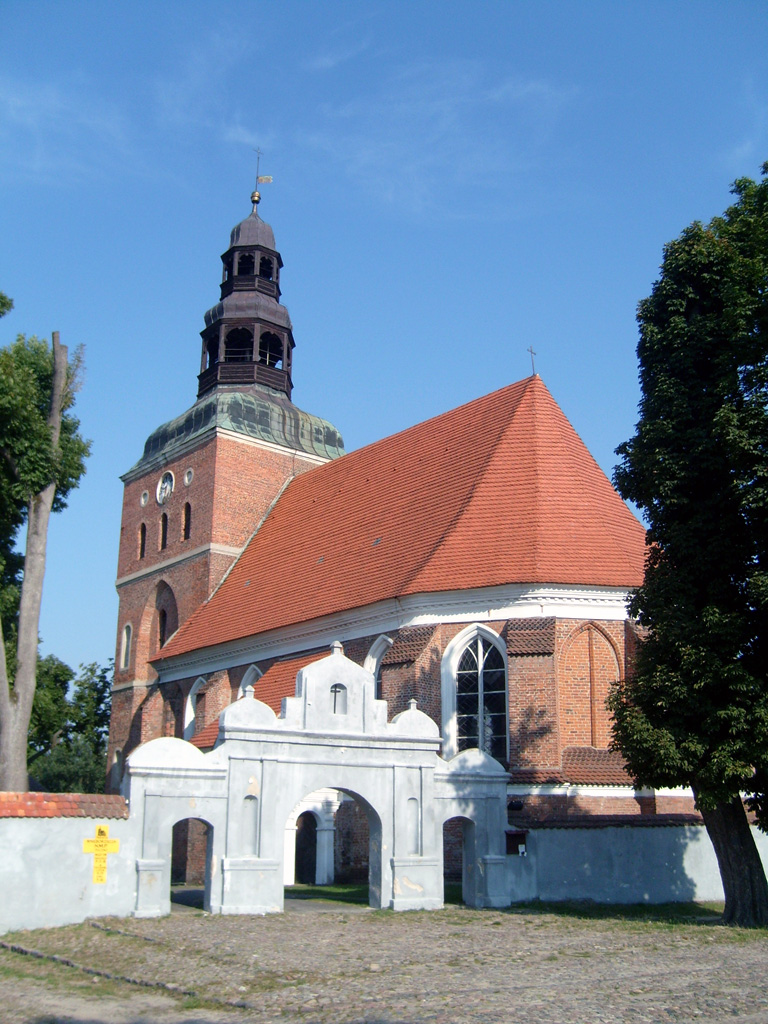
Kościół Wniebowzięcia NMP

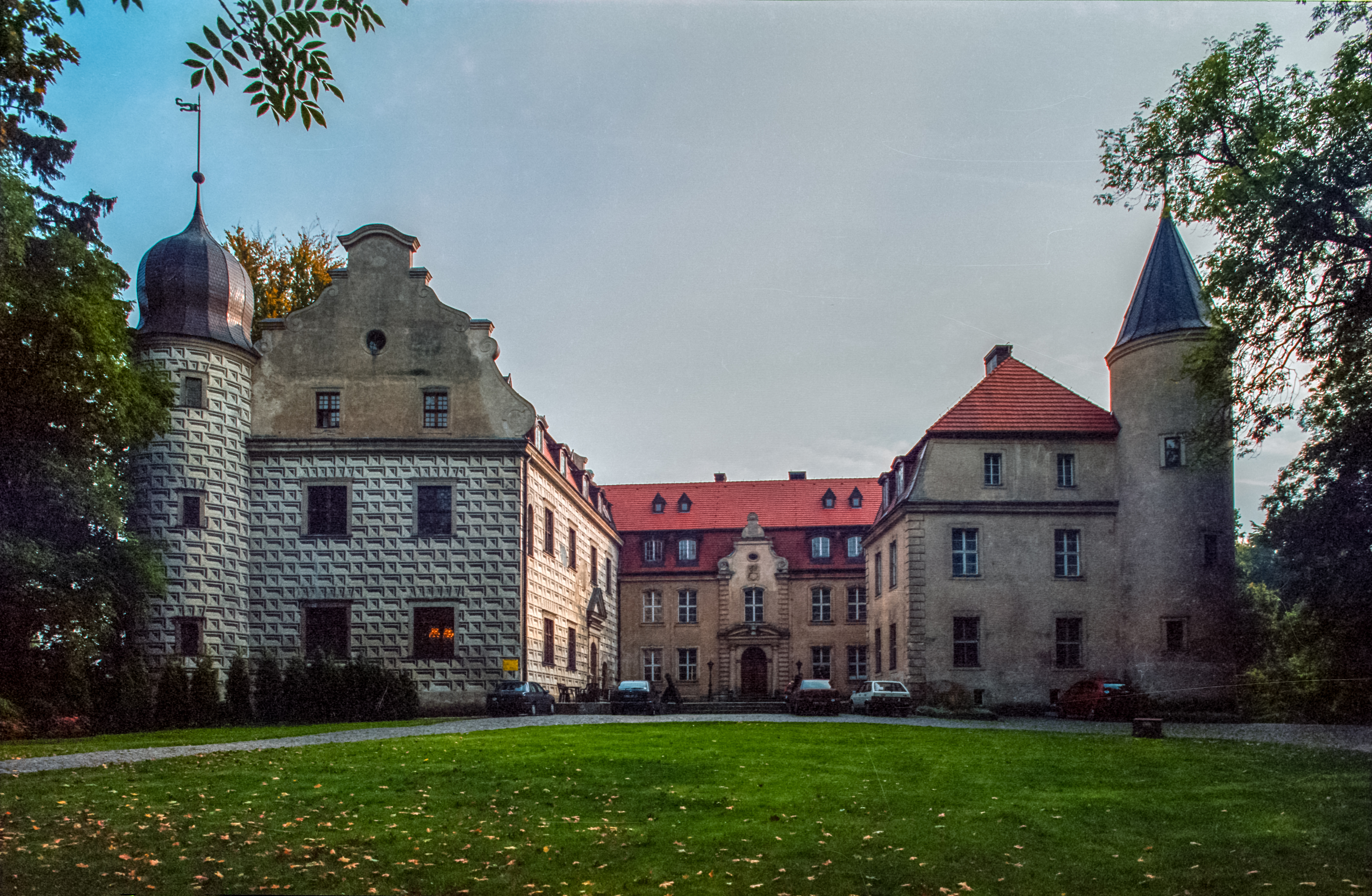
Zamek Wedlów

- Kościół Wniebowzięcia NMP – znajduje się w południowo-zachodniej części Tuczna. Wybudowany w stylu gotyku pochodzi z XV wieku. Do niewielkiego kościoła dobudowana jest ogromna wieża zwieńczona wąskim hełmem. Wewnątrz można zobaczyć barokowe wyposażenie (ambona, ołtarz, organy, dzwon) oraz XX-wieczne polichromie. Kościół wybudowano w 1522 roku, a w latach 1636 i 1640 zawaliła się wieża kościelna. W 1834 zawalił się kościelny dach. Obecnie jest to kościół parafialny.
- Kuria – dom zwany Kuria pochodzi z XVIII wieku, mieści się przed bramą wjazdową do Zamku
- Kapliczka św. Jerzego – zbudowana w I połowie XVII wieku, znajduje się na niewielkim wzgórzu w południowej części miasta.
- Układ urbanistyczny dawnego miasta – pochodzi z XIV wieku
- Kompleks umocnień Wału Pomorskiego – pochodzi z lat 1922–1939

## Gospodarka
Tuczno obecnie stara się o status gminy uzdrowiskowej, toteż nie ma tutaj uciążliwego przemysłu. Większymi przedsiębiorstwami są: Zakład Gospodarki Komunalnej i Mieszkaniowej, fabryka słodyczy „Ludwig Czekolada” Sp. z o.o., produkująca wyroby pod marką Mauxion, Fritt i Trumpf. Istnieją stacja benzynowa, poczta, ośrodek zdrowia, zajazd, hotel, gościniec, bary, sklepy, restauracja, punkty usługowe i handlowe.

## Ochrona przyrody

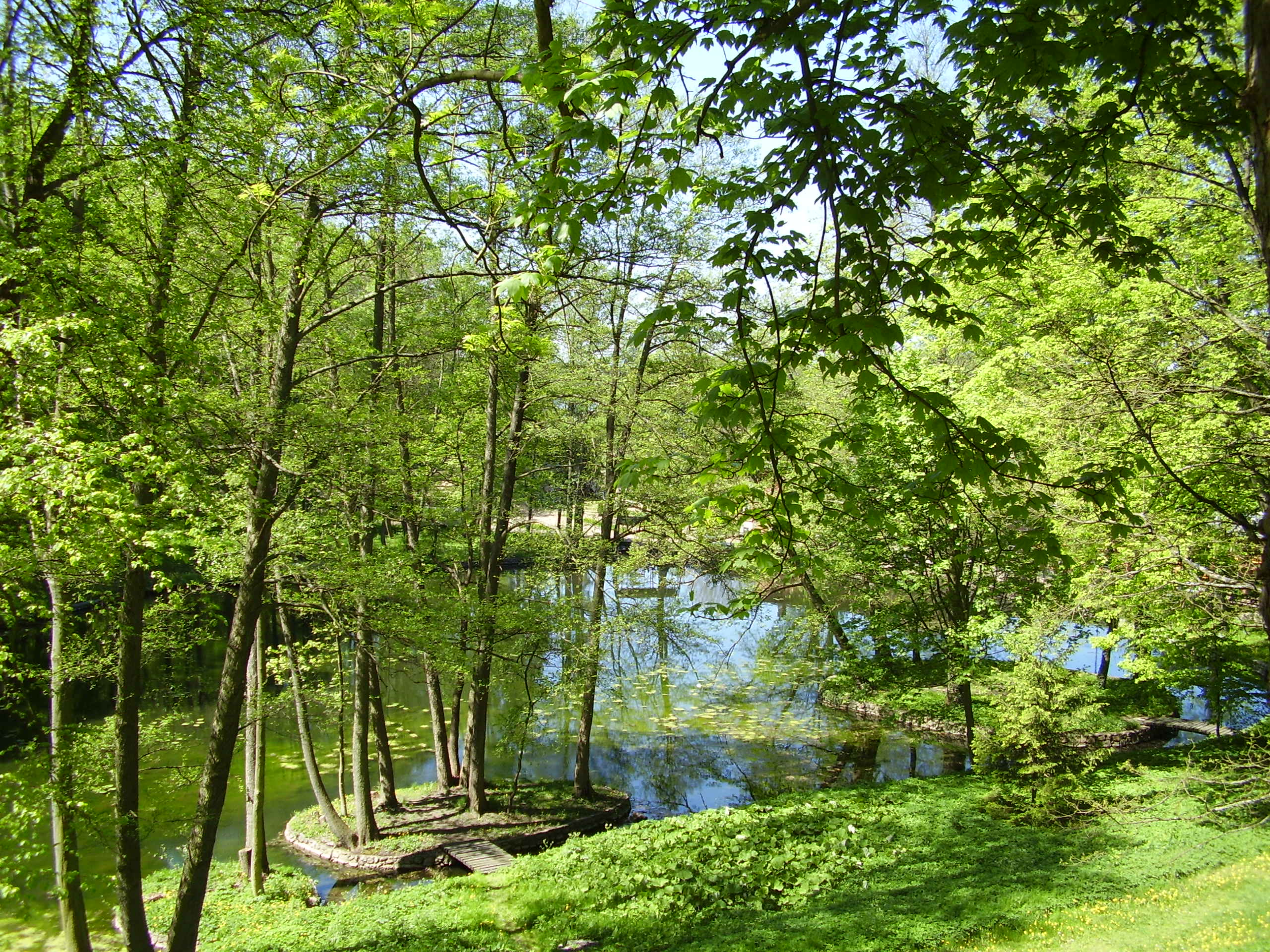
Park zamkowy

- obszar chronionego krajobrazu „Puszcza nad Drawą”
- rezerwat przyrody „Mszary Tuczyńskie”
- rezerwat przyrody „Leśne Źródła”
- rezerwat przyrody Nad Jeziorem Liptowskim

## Kultura
W mieście działa Świetlica Miejska, Biblioteka Publiczna Miasta i Gminy. Organizowane są liczne imprezy jak chociażby Powitanie Wiosny, „Kraszanki, pisanki, malowanki” warsztaty twórcze dla dzieci i młodzieży, Dni Tuczna, Turniej tenisa stołowego, wieczór wróżb, Przegląd piosenki dziecięcej czy Konkurs recytatorski im. Jarosława Rymkiewicza. Od roku 2008 jest organizowany Festiwal Sztuki Audiowizualnej MISIETUPODOBA.

## Turystyka
W mieście działa hotel „Zamek” z restauracją i ośrodek wczasowy „Nad Zatoką”. Nocleg oferują również Ośrodek Leśny przy ul. Staszica, Ośrodek Kempingowo-Wypoczynkowy „Biesiada” przy ul. Jeziornej oraz kwatery prywatne. Niedaleko miejscowości znajduje się Stanica Harcerska Hufca ZHP Łódź-Polesie.

## Komunikacja
Leży ono przy trasach:
- droga krajowa nr 22 (Gorzów Wielkopolski – Elbląg) – 8 km
- droga krajowa nr 10 (Szczecin – Bydgoszcz) – 18 km
- droga wojewódzka nr 177 (Wieleń – Czaplinek)
- Linia kolejowa nr 403 Piła Północ – Ulikowo pociągi pasażerskie w relacji Szczecin Główny – Piła Główna

Do miasta można dojechać autobusami PKS i WTP.

## Administracja
Miasto jest siedzibą gminy miejsko-wiejskiej. W Radzie Miejskiej w Tucznie zasiada 15 radnych. Organem wykonawczym jest burmistrz. Siedzibą władz jest Urząd Miejski przy ul. Wolności.
Burmistrzowie Tuczna:
- Krystyna Stysińska
- Eugeniusz Saryczew (1996–2002)
- Teresa Łuczak (2002–2010)
- Krzysztof Hara (2010–2020) – odwołany w referendum (1332 : 47 głosów).
- Piotr Pierzyński (p.o. 2020–2021)
- Krzysztof Mikołajczyk (od 2021)

Mieszkańcy Tuczna wybierają posłów na Sejm z okręgu wyborczego nr 40 (siedziba Koszalin), senatora z okręgu nr 99 (siedziba Koszalin), a posłów do Parlamentu Europejskiego z okręgu wyborczego nr 13.
Władze miasta współpracują z niemiecką gminą Märkische Heide. Współpraca działa na płaszczyznach kulturalnej, oświatowej, gospodarczej i w ramach wspólnej promocji turystycznej.